# Мост Кораблестроителей
Мост Кораблестрои́телей — автодорожный железобетонный рамный мост через реку Смоленку в Василеостровском районе Санкт-Петербурга, соединяет Васильевский остров и остров Декабристов. Принадлежит к числу самых широких мостов в городе.

## Расположение
Расположен в створе улицы Кораблестроителей.
Выше по течению находится Наличный мост, ниже — 1-й и 2-й Смоленские мосты.
Ближайшая станция метрополитена — «Приморская».

## Название
Наименование моста известно с 1982 года и дано по улице Кораблестроителей.

## История
Первоначально, с 1970-х годов, ниже по течению существовал пешеходный деревянный мост. Необходимость сооружения нового автодорожного моста была вызвана массовым жилищным строительством на острове Декабристов и увеличением интенсивности движения транспорта. Проект моста входил комплекс работ по формированию в западной части Васильевского острова морского фасада Ленинграда. Строительство велось в 1981—1982 годах по проекту инженеров «Ленгипроинжпроекта» Л. Н. Соболева и Б. Э. Эдуардова. Работы выполнило СУ-4 треста Ленмостострой под руководством главного инженера Ю. П. Бекова. Мост был открыт для движения 6 декабря 1982 года. В 2005 году выполнен капитальный ремонт моста.

## Конструкция
Мост однопролётный железобетонный, консольно-балочной системы (трёхшарнирная рама) с криволинейным очертанием нижнего пояса. Конструктивно схож с Наличным мостом, расположенным выше по течению. Ригель рамы выполнен из сборных железобетонных элементов заводского изготовления, омоноличенных с «ногами» рамы. Балки-консоли смыкаются в середине пролёта посредством несовершенного шарнира. Шарниры устроены также и в основании «ног» рамы. «Ноги» рамы выполнены из монолитного железобетона на свайном основании. Наружная поверхность устоев облицована гранитом. Общая длина моста составляет 56 м, ширина моста — 70 м. 
Мост предназначен для движения автотранспорта и пешеходов. Проезжая часть моста включает в себя 6 полос для движения автотранспорта. Покрытие проезжей части и тротуаров — асфальтобетон. Тротуары отделены от проезжей части высоким гранитным парапетом. Перильное ограждение металлическое сварное, однотипное с ограждениями Наличного моста, над устоями — железобетонные постаменты с гранитной облицовкой и гранитные парапеты. На постаментах установлены металлические столбы освещения. По углам моста устроены широкие гранитные лестничные спуски к воде.